# Стецків Олена Андріївна

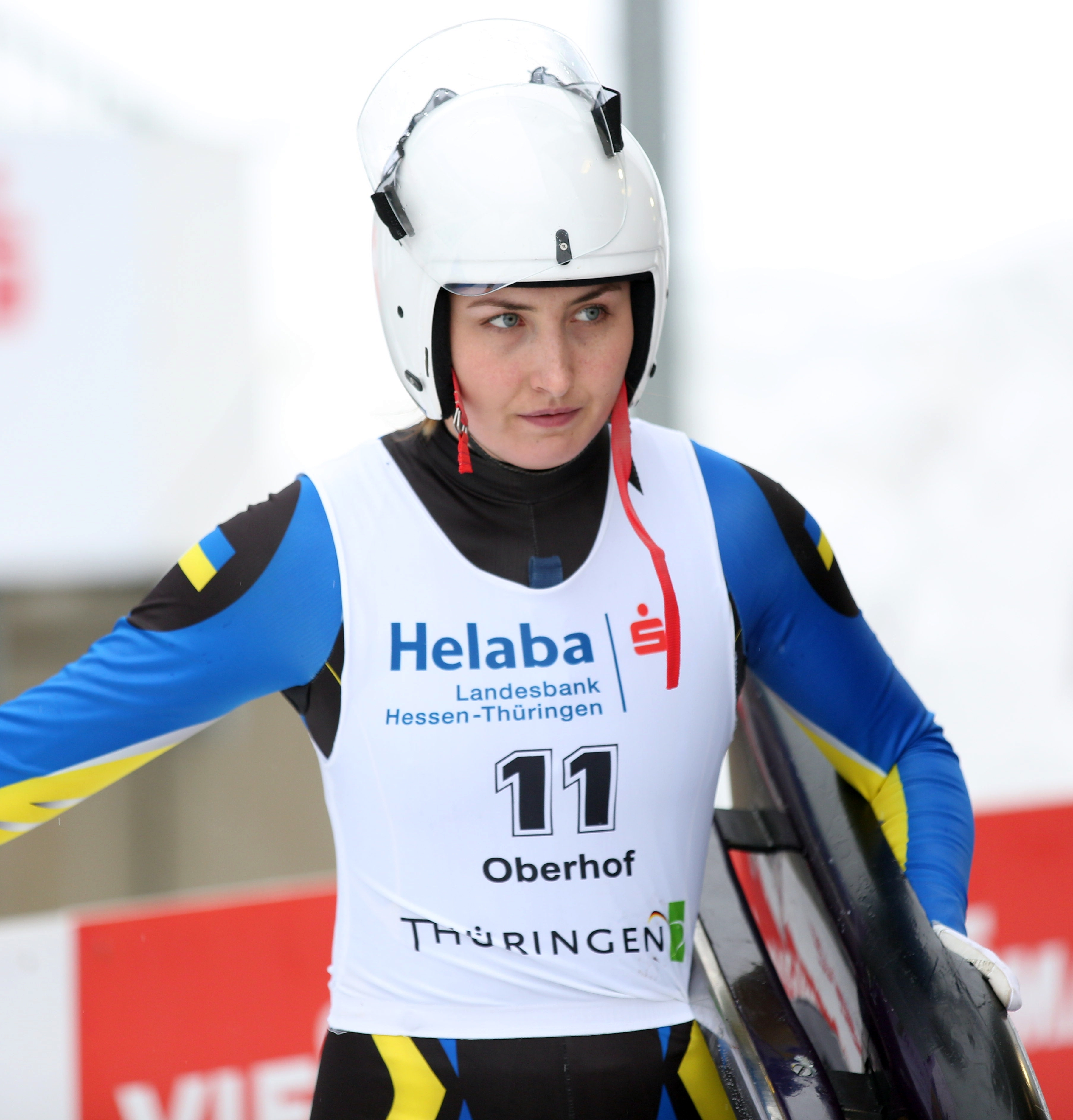
Олена Стецьків на етапі кубку світу з санного спорту 2016—17 в Обергофі

Олена Андріївна Стецків (нар. 15 червня 1994, Львів) — українська санкарка. Посіла 9-те місце в одномісних санях на Зимови юнацьких Олімпійських іграх 2012 в Інсбруку. Учасниця Зимових Олімпійських ігор 2014 року в Сочі.
Випускниця Львівського училища фізичної культури (2011), студентка Львівського державного університету фізичної культури, тренери — Володимир Вахрушев, Іван Баїк, Олег Жеребецький (м. Львів).
Представляє ФСТ «Колос» і СДЮШОР «Беркут» (Львів).